# From Death to Destiny
From Death To Destiny (рус. «От смерти к судьбе») — третий студийный альбом британской металкор-группы Asking Alexandria, выпущенный 6 августа 2013 года. За период с 13 августа 2012 года по 29 июля 2013 года песни «Run Free», «The Death Of Me» (обе версии), «Killing You», «Moving On» были выпущены как синглы. «Break Down The Walls» также вышла как сингл, но уже после релиза.
Альбом был спродюсирован и записан при помощи Джоуи Стёрджиса, однако, в отличие от остальных альбомов Asking Alexandria, сведение и мастеринг выполняли Дэвид Бенет и Тэд Йенсен, соответственно.

## Список композиций
Вся музыка написана Беном Брюсом и Джеймсом Касселлсом (кроме отмеченного), все тексты написаны Дэнни Уорснопом
| №                   | Название                                     | Автор(ы)                               | Длительность |
| ------------------- | -------------------------------------------- | -------------------------------------- | ------------ |
| 1.                  | «Don't Pray for Me»                          |                                        | 4:40         |
| 2.                  | «Killing You»                                |                                        | 3:11         |
| 3.                  | «The Death of Me»                            |                                        | 4:18         |
| 4.                  | «Run Free»                                   |                                        | 4:10         |
| 5.                  | «Break Down the Walls»                       | Джуси Карвинен, Логан Майдер, Бен Брюс | 3:31         |
| 6.                  | «Poison»                                     |                                        | 3:46         |
| 7.                  | «Believe»                                    |                                        | 4:31         |
| 8.                  | «Creature»                                   |                                        | 3:14         |
| 9.                  | «White Line Fever»                           |                                        | 3:43         |
| 10.                 | «Moving On»                                  |                                        | 4:02         |
| 11.                 | «The Road»                                   |                                        | 3:27         |
| 12.                 | «Until the End (при участии Говарда Джонса)» |                                        | 4:30         |
| 13.                 | «The Death of Me (Rock Mix)»                 |                                        | 3:24         |
| Общая длительность: | Общая длительность:                          | Общая длительность:                    | 50:52        |

| №                   | Название                                  | Длительность |
| ------------------- | ----------------------------------------- | ------------ |
| 14.                 | «Dead»                                    | 4:00         |
| 15.                 | «Someone, Somewhere» (Ben Bruce Acoustic) | 3:43         |
| Общая длительность: | Общая длительность:                       | 58:35        |

## Участники записи

### Asking Alexandria
- Дэнни Уорсноп — вокал (кроме 15 трека)
- Бен Брюс — соло-гитара, бэк-вокал, вокал в 6 и 15 треках
- Кэмерон Лидделл — гитары
- Сэм Беттли — бас-гитара
- Джэймс Касселлс — ударные

### Дополнительные музыканты
- Greater La Cathedral Choir — хоры в «White Line Fever»
- Говард Джонс (ex-Killswitch Engage) — гостевой вокал в «Until the End»
- Кристофер Месмер — фортепиано в «The Death of Me»
- Джуси Карвинен — дополнительный композитор в «Break Down the Walls»
- Логан Мейдер — дополнительный композитор в «Break Down the Walls», программирование и электронный звуковой дизайн

### Персонал
- Эш Эвилдсен — исполнительный продюсер, дополнительный вокальный продакшн в «The Death of Me» и «Killing You»
- Джои Стёрджис — продюсирование, инженеринг, вокальный продакшн, программирование в «Run Free»
- Дэвид Бендет — микширование
- Брайан Роббинс — инженеринг
- Майкл «Митч» Майлэн — цифровой монтаж
- Тед Дженсен — мастеринг
- Ник Сэмпсон — вокальный продакшн
- Аллан Хеслер — дополнительный вокальный инженеринг
- Брайан Пино — дополнительный вокальный трекинг
- Джо Грэйвс — дополнительный вокальный трекинг
- Саша Шемирани — фотограф
- Эрик Кёртис — фотограф
- Эрин Джонсон — модель
- McBride Design — артворк
- Unlimited Visual — артворк

## Критика
На агрегаторе Metacritic альбом получил оценку 76 из 100 на основе 4 обзоров. Пользователи оценили альбом на 7.1 балл. Грегори Хини из AllMusic написал, что альбом демонстрирует взросление группы, уход от упрощенного металкора в сторону более личного хард-рока, а оставшиеся части металкора «значительно смягчены».

## Позиции в чартах
| Чарт (2016)                      | Пиковая позиция |
| -------------------------------- | --------------- |
| Австралия (ARIA)                 | 11              |
| Австрия (Ö3 Austria)             | 14              |
| Бельгия/Фландрия (Ultratop)      | 113             |
| Канада (Canadian Albums Chart)   | 14              |
| Германия (Offizielle Top 100)    | 24              |
| Великобритания (UK Albums Chart) | 28              |
| США (Billboard 200)              | 5               |